# Guillermo Llanos
Guillermo Llanos (Acaponeta, Nayarit, 1927 - Tepic, Nayarit, 2000). poeta y periodista de México.
Estudia educación primaria en Acaponeta y la secundaria en Tepic, pero dedica muchos años al negocio familiar de abarrotes. 
En la Ciudad de México estudia en la Escuela Mexicana de Turismo, estableciendo así un vínculo permanente con la capital mexicana. Sus pinitos periodísticos los realiza en El Sol de Tepic, pero con el tiempo se vuelve un conocido colaborador de publicaciones como los periódicos Argos y el Guía de Acaponeta, El Sol del Pacífico, El Diario del Pacífico y El eco de Nayarit, el capitalino Excélsior y la revista ¡Siempre!. 
A lo largo de su vida se hace acreedor a una gran cantidad de premios de poesía, especialmente en los tradicionales Juegos Florales de Poncitlán, Jalisco (1978); Mazatlán, Sinaloa (1979); Premio Trapichillo de la Fundación Julián Gascón Mercado (1979); Papantla, Veracruz (1981 y 1983); Tecuala, Nayarit (1984); Feria de Jacona, Michoacán (1984); Ixtlán del Río, Nayarit (1986, 1987); Guamúchil, Sinaloa y Santiago Ixcuintla, Nayarit (1998). 
En el sector periodístico obtiene uno de los premios en 1978 en el Primer Certamen Estatal de Periodismo y cuatro menciones honoríficas (1981, 1982, 1988 y 1994) del Club de Periodistas de México, AC. Guillermo Llanos llega a publicar tres libros de poesía: Biografía mortal (1979), Itinerarios (1979) y Poema de la ciudad y tu sombra (1984), que recoge sus poemas premiados en Mazatlán y Papantla. 
Aunque en un principio se mostraba reacio a la narrativa, publica él mismo su novela Con aroma de gardenia (1977).
Fue un gran promotor cultural en su municipio natal, donde funda la Biblioteca Pública Benito Juárez y organiza los primeros festivales culturales de Nayarit, bienales y de iniciativa privada, con sede en Acaponeta en 1974, siendo el de 1994 el último en el que participa. Ese año la Fundación Álica le rindió un homenaje en la Casa de la Cultura Acaponetense. 
Vive una larga temporada en la Ciudad de México, pero regresa a su tierra en la que es nombrado hijo predilecto en 1990. Aquejado de diabetes, gana su último premio de poesía en Santiago Ixcuintla en 1998, año en el que el XXXIV Ayuntamiento de Tepic le otorga un reconocimiento por su destacada trayectoria literaria.

## Obra publicada
- Con aroma de gardenia (1977)
- Biografía mortal (1979)
- Itinerarios (1979)
- Poema de la ciudad y tu sombra (1984)